# Попелюв (гмина)
Попелюв (пол. Popielów) — сельская гмина (волость) в Польше, входит как административная единица в Опольский повет (силезский), Опольское воеводство. Население — 8576 человек (на 2004 год).

## Демография
| Перепись                       | Всего   | Всего | Женщины | Женщины | Мужчины | Мужчины |
| ------------------------------ | ------- | ----- | ------- | ------- | ------- | ------- |
| Единицы                        | человек | %     | человек | %       | человек | %       |
| Население                      | 8576    | 100   | 4393    | 51,2    | 4183    | 48,8    |
| Плотность населения (чел./км²) | 48,8    | 48,8  | 25      | 25      | 23,8    | 23,8    |

## Соседние гмины
1. Гмина Домброва
2. Гмина Добжень-Вельки
3. Гмина Левин-Бжески
4. Гмина Любша
5. Гмина Покуй
6. Гмина Скарбимеж
7. Гмина Сверчув